# Departamento de Agricultura dos Estados Unidos
Departamento de Agricultura dos Estados Unidos (DAEU; em inglês: United States Department of Agriculture, USDA) é o órgão público que cuida da agricultura nos Estados Unidos, tendo como objetivo desenvolver e executar políticas relacionadas à agricultura, apoiar os agricultores e pecuaristas, promover o comércio de bens agrícolas, garantir a segurança alimentar, proteger os recursos naturais, apoiar as comunidades rurais e também garantir que as necessidades do povo estadunidense sejam atendidas.

## História
A história do USDA remonta à criação do Departamento de Agricultura em 1862, durante a presidência de Abraham Lincoln. Naquela época, a agricultura era a principal fonte de renda para muitos americanos e o governo dos Estados Unidos reconheceu a importância de apoiar e regular esse setor. Ao longo do tempo, o USDA evoluiu para incluir uma ampla gama de programas e serviços relacionados à agricultura, desde o apoio à produção de alimentos até a promoção da conservação ambiental.

## Missão e estrutura
A missão do USDA é fornecer liderança na alimentação, agricultura, recursos naturais e desenvolvimento rural nos Estados Unidos. Para cumprir essa missão, o USDA é organizado em várias divisões, escritórios e agências, incluindo o Serviço Agrícola Exterior, o Serviço de Inspeção de Saúde Animal e Vegetal, o Serviço Florestal dos Estados Unidos, o Centro Nacional de Recursos Genéticos de Plantas e Animais, entre outros. Essas divisões trabalham juntas para fornecer serviços e programas aos agricultores, produtores de alimentos e consumidores em todo o país.

## Programas e serviços
O USDA oferece uma ampla gama de programas e serviços, incluindo assistência alimentar, subsídios e empréstimos para agricultores, programas de conservação de terras, pesquisa e desenvolvimento de tecnologias agrícolas, regulamentação de segurança alimentar e muito mais. Alguns dos programas e serviços mais conhecidos incluem o Programa Nacional de Alimentação Escolar, o Programa de Assistência Nutricional Suplementar (SNAP), o Programa de Crédito Agrícola e o Programa de Conservação de Reservas.

## Recursos naturais e meio ambiente
O USDA desempenha um papel importante na conservação dos recursos naturais e na proteção do meio ambiente. O USDA trabalha em parceria com agricultores, proprietários de terras e comunidades locais para desenvolver estratégias de conservação que equilibrem a necessidade de produção de alimentos com a necessidade de proteger o meio ambiente.